# Хабль (река)
Хабль (в низовье Сухой Хабль; в верховье Малый Хабль) — река в Абинском районе Краснодарского края России. Впадает в Крюковское водохранилище на высоте 12,6 м. Длина — 54 км. Площадь водосборного бассейна — 187 км².
Река берёт начало на хребте Каменистый Шпиль под названием Малый Хабль. У посёлка Новый в водоток справа впадает Большой Хабль.
Зимой и весной — паводки, летом — мелководье. В низовьях река сильно канализирована.
Река протекает через следующие населённые пункты: посёлок Новый, посёлок Синегорск, станица Холмская, хутор Хабль. На Сухом Хабле расположен хутор Первомайский.
На западе граничит с бассейном реки Ахтырь, на востоке с бассейном Зыбзы.

## Притоки
По порядку от устья:
- Нагорный канал (лв)
- Большой Хабль (пр)[3]

## Название
«Хьабл» в переводе с адыгейского языка означает «аул» или «квартал». По мнению Ковешникова, название могло пойти от адыг. хьабл — «околоток» или адыг. хьаплъ — «розовый».